# Дэниелс, Уильям
Уильям Дэниелс (англ. William Daniels, род. 31 марта 1927) — американский актёр, чья карьера началась в первые дни телевидения и охватывает шесть десятилетий.

## Карьера
Дэниелс начал свою карьеру в первой половине сороковых годов с ролей на бродвейской сцене, в после также расширил сферу деятельности снимаясь в первых телевизионных программах. Хотя работал непрерывно более двух десятилетий, Дэниелс сыграл главную роль на экране лишь в 1967 году, в недолго просуществовавшем ситкоме NBC «Капитан Ницце». В том же году он сыграл роль отца Дастина Хоффмана в фильме «Выпускник», хотя был его старше всего на десять лет.
Наибольшей известности Дэниелс добился благодаря своей роли вспыльчивого кардиохирурга Марка Крейга в медицинском сериале «Сент-Элсвер», где он снимался с 1982 по 1988 год. За эту роль он выиграл две премии «Эмми» за лучшую мужскую роль в драматическом телесериале, в 1985 и 1986, а также номинировался с 1983, 1984 и 1987 годах. В 1986 году он выиграл «Эмми» одновременно со своей женой Бонни Бартлетт, которая также снималась в «Сент-Элсвер». С 1982 по 1986 год он озвучивал КИТТ в сериале «Рыцарь дорог».
Дэниелс хорошо известен благодаря своей роли Джорджа Фини в длительном ситкоме ABC «Парень познаёт мир», где он снимался на протяжении семи сезонов, с 1993 по 2000 год. В 1999 году он занял пост президента Гильдии актеров США, и пробыл на нём до 2001 года. Его президентство было омрачено неудачной забастовкой, которая привела к значительным убыткам, и он не стал баллотироваться на второй срок.
Хотя Дэниелс по большей части не появлялся на экране в двухтысячных, в 2012 году он вернулся на телевидение со второстепенной ролью в сериале «Анатомия страсти». В 2013 году он подписался на участие в спин-оффе ситкома «Парень познаёт мир» под названием «Истории Райли», который стартовал в 2014 году.